# Johann Christoph Schuster

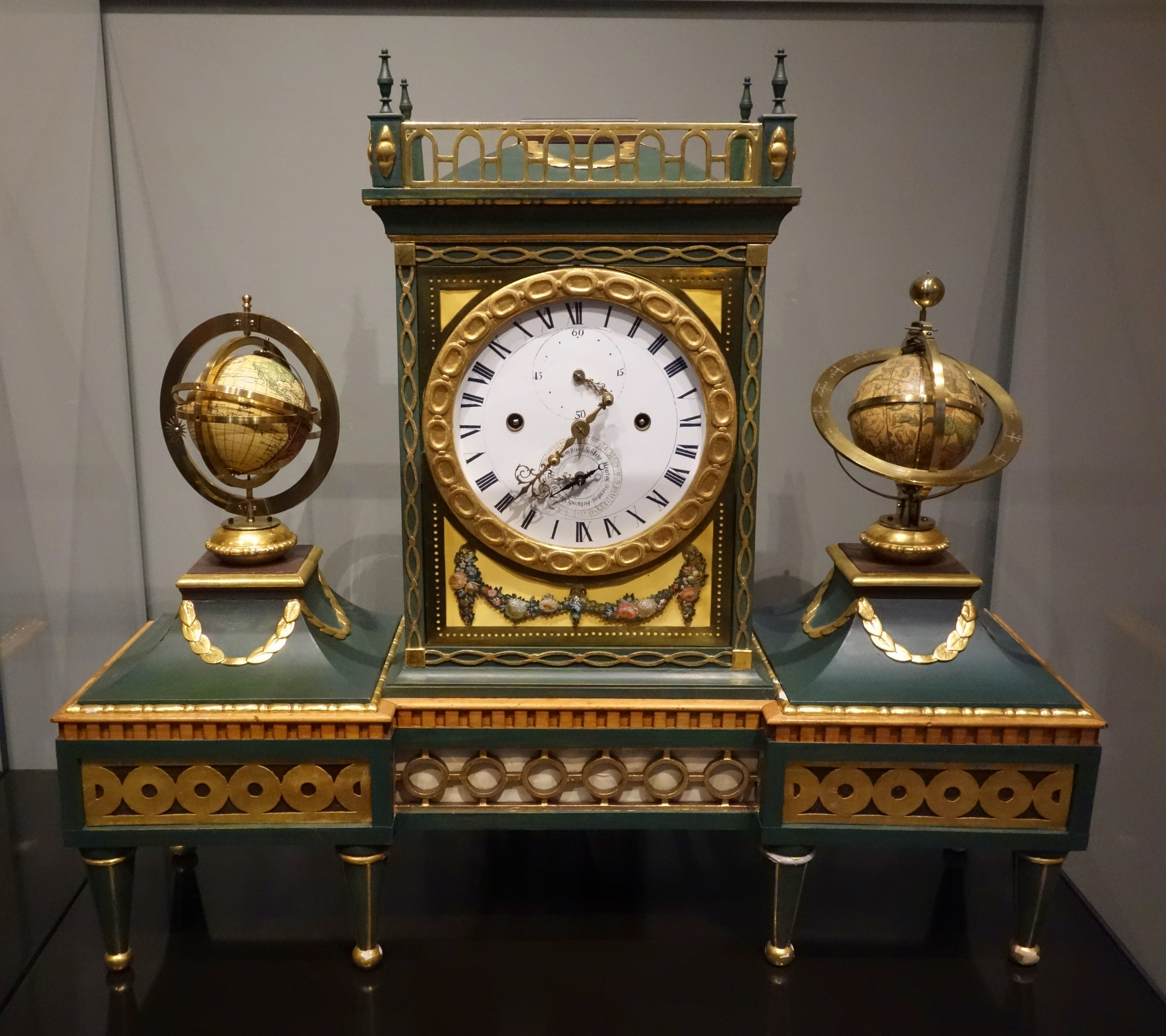
Doppelglobusuhr von Schuster im Mathematisch-Physikalischen Salon im Zwinger in Dresden

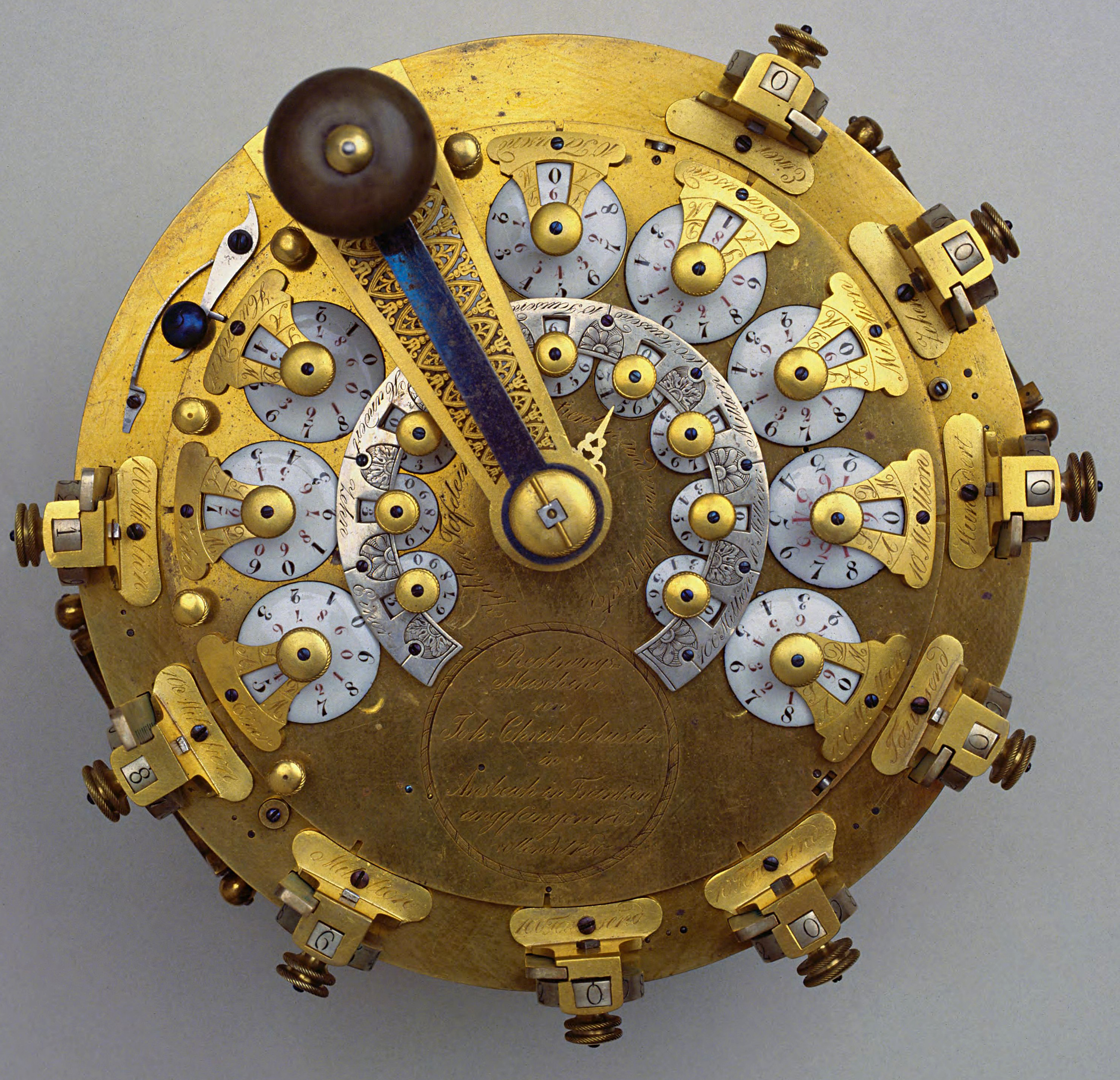
Erste Rechenmaschine von Schuster aus 1820

Johann Christoph Schuster (* 8. Oktober 1759 in Westheim (Mittelfranken); † 7. September 1823 in Ansbach) war ein deutscher Uhrmacher und Erfinder von mechanischen Rechenmaschinen. Schuster, der Sohn eines Bauern, ging bei Philipp Matthäus Hahn zweieinhalb Jahre in Kornwestheim in die Uhrmacherlehre und wurde auch mit dem Bau von Rechenmaschinen bei Hahn vertraut. Er heiratete 1785 dessen Schwester Maria Katharina Jacobina (1759–1812) und hatte mit ihr drei Söhne (von denen zwei früh starben) und fünf Töchter.
Er übernahm zunächst den Bauernhof seines Vaters nach dessen Tod und betrieb nebenbei eine Werkstatt, in der er Uhren, Sonnenuhren, Erd- und Himmelsgloben und Rechenmaschinen herstellte. Ab 1786 war er selbständiger Uhrmacher zunächst in Westheim und danach in Uffenheim. 1797 ist er Mechaniker (Mechanicus) und Uhrmacher in Ansbach. Er war Mitglied der Uhrmacherzunft.
Er baute seine erste Rechenmaschine noch ganz nach dem Entwurf von Hahn, fertiggestellt 1792 in Uffenheim (Hahn war zwei Jahre zuvor gestorben). Ab 1805 entwickelte er in Ansbach eine eigene Rechenmaschine (Vierspeziesmaschine, Staffelwalzenprinzip), die ebenfalls auf dem Entwurf von Hahn basiert, aber kompakter und bedienungsfreundlicher ist. Sie wurde 1820 fertiggestellt und ist im Deutschen Museum in München (ebenso wie die erste Rechenmaschine von Schuster). 1822 stellte er seine dritte und letzte Rechenmaschine fertig, die im Arithmeum in Bonn ist. Sie wurde 1999 erworben und restauriert, so dass sie in funktionstüchtigem Zustand ist.
Seine Rechenmaschine von 1822 ist abgebildet auf einer deutschen Briefmarke der Serie Kulturstiftung der Länder von 2002. Von ihm sind auch Taschenuhren (Württembergisches Landesmuseum Stuttgart, Stadtmuseum Ansbach) und zwei Doppelglobusuhren (Mathematisch-Physikalischer Salon Dresden und Privatbesitz) erhalten.